# جورج وود
جورج وود (بالإنجليزية: G. Wood)‏ (و. 1919 – 2000 م) هو ممثل، وممثل تلفزيوني، من الولايات المتحدة الأمريكية، ولد في فورست سيتي، توفي في ماكون، جورجيا، عن عمر يناهز 81 عاماً بسبب فشل القلب.

## وصلات خارجية
- جورج وود على موقع IMDb (الإنجليزية)
- جورج وود على موقع ألو سيني (الفرنسية)
- جورج وود على موقع ميوزك برينز (الإنجليزية)
- جورج وود على موقع أول موفي (الإنجليزية)
- جورج وود على موقع قاعدة بيانات برودواي على الإنترنت (الإنجليزية)
- جورج وود على موقع قاعدة بيانات الأفلام السويدية (السويدية)
- جورج وود على موقع قاعدة بيانات الفيلم (الإنجليزية)
- جورج وود على موقع كينوبويسك (الروسية)